# Сон Санн
Сон Санн (кхмер. សឺន សាន; 5 октября 1911, Пномпень — 19 декабря 2000, Париж) — камбоджийский политик, член королевских правительств, премьер-министр Камбоджи в 1967—1968 годах. Политэмигрант в период Кхмерской Республики 1970—1975, при правлении Красных кхмеров 1975—1979 и провьетнамском режиме 1979—1991. Организатор антикоммунистического сопротивления, один из лидеров вооружённой оппозиции. В 1982—1993 годах возглавлял эмигрантское Коалиционное правительство Демократической Кампучии, признанное ООН. После восстановления королевской монархии председатель Национальной ассамблеи и член правительства.

## Происхождение. Начало в политике и бизнесе
Происходил из знатного землевладельческого рода. Родился в семье королевского чиновника при дворе Сисоват Монивонга. Учился во Франции, в 1933 году окончил Коммерческую школу в Париже. Некоторое время провёл в Великобритании, изучал английский язык в Лондоне.
В 1935 году Сон Санн вернулся в Камбоджу и до 1939 года занимал посты вице-губернатора в провинциях Баттамбанг и Прейвэнг. Затем несколько лет занимался бизнесом, состоял в камбоджийской делегации на торговых переговорах с Японией, был экономическим советником короля Нородом Сианука.

## В правительствах Сианука
Сон Санн являлся видным деятелем левоцентристской Демократической партии. В 1946 году он был назначен министром финансов в правительстве принца Сисовата Монирета. В 1949 году занял пост вице-председателя Совета министров Камбоджи, в 1950 году стал министром иностранных дел. В 1951 году Сон Санн был избран в Национальную ассамблею Камбоджи. Вышел из Демократической партии и с 1955 года состоял в партии «королевского социализма» Сангкум, которую возглавлял Нородом Сианук.
16 января 1958 года Сон Санн вновь занял пост министра финансов в кабинете Пенн Нута, а 10 июля того же года вошёл в правительство принца Нородома Сианука (отрекшегося от трона). Занял посты заместителя премьер-министра и министра иностранных дел. В этом качестве нанёс 2 сентября 1959 года визит в СССР. В 1964—1966 годах Сон Санн был главой Национального банка Камбоджи.
С апреля 1967 по январь 1968 года Сон Санн возглавлял правительство Камбоджи. Выборным главой государства являлся тогда бывший и будущий монарх Нородом Сианук. При этом, несмотря на политический альянс и служебное подчинения, отношения между Сон Санном и Сиануком были весьма сложными и противоречивыми.

## Переворот и эмиграция
18 марта 1970 года правые антикоммунистические силы во главе с генералом Лон Нолом, недовольные левым уклоном в политике Сианука, совершили государственный переворот. Сианук, находившийся с визитом в КНР, был отстранён от власти. Сон Санн, как его приближённый, помещён под домашний арест, затем выслан во Францию.
В июне 1970 года Сон Санн прибыл в Пекин, где пытался выступить посредником и примирить Сианука с новым режимом Лон Нола. Эта миссия не удалась. 9 октября 1970 года под руководством Лон Нола была провозглашена Кхмерская Республика, что означало окончательный разрыв с «королевским социализмом» Сианука.

## Антикоммунистический лидер. Тройственная коалиция
В апреле 1975 года к власти в Камбодже пришли Красные кхмеры Пол Пота. Был установлен тоталитарный режим Демократической Кампучии, проводивший политику геноцида. Этот период Сон Санн провёл во Франции. В 1978 году он начал консолидировать близкие ему группы камбоджийской антикоммунистической эмиграции.
В январе 1979 года режим Пол Пота был свергнут в результате ввода вьетнамских войск. К власти пришла коммунистическая группа во главе с Хенг Самрином, ориентированная на Вьетнам и СССР. Сон Санн и его сторонники не признали новый режим НРК.
В самом начале 1979 года по инициативе Сон Санна был учреждён Комитет за нейтральную и мирную Камбоджу. С февраля 1979 года формировались Вооружённые силы национального освобождения кхмерского народа под командованием генерала Дьен Деля. 9 октября 1979 года Сон Санн основал антикоммунистический Национальный фронт освобождения кхмерского народа (KPNLF). Он провёл серию интенсивных переговоров в США, Западной Европе и Таиланде, заручившись поддержкой официальных властей и влиятельных кругов.
Для эффективной борьбы против провьетнамского правительства они пошли на сближение с недавними противниками «Красными кхмерами». Сложилась коалиция групп Сон Санна, Сианука и Пол Пота. В этой коалици полпотовцы были основной вооружённой силой, сонсанновцы обладали наиболее эффективными политическими связями на Западе, сиануковцы имели традиционную легитимность. При этом все участники коалиции состояли между собой в сложных враждебных отношениях и сплачивались лишь наличием общего врага.
В 1982 году было создано Коалиционное правительство Демократической Кампучии, главой которого стал Сон Санн. Именно оно пользовалось международным признанием и до 1990 года представляло Камбоджу в ООН. Во второй половине 1980-х Сон Санну при поддержке влиятельного неоконсервативного Heritage Foundation удалось установить достичь договорённостей с администрацией Рональда Рейгана. В соответствии с Доктриной Рейгана некоммунистическая часть камбоджийского сопротивления стала получать американскую помощь. Первая субсидия составляла 5 миллионов долларов. По возвращении из США в начале 1986 года Сон Санн заявил: «Дело сделано, кран открыт». Этому способствовала идеологическая ориентация Сон Санна и KPNLF на принципы западной демократии и свободного предпринимательства.

## Возвращение в Камбоджу. Последние годы
С 1989 года Вьетнам и власти НРК вынуждены были пойти на мирные переговоры с оппозицией. В 1991 году были заключены Парижские соглашения, предусматривавшие восстановление королевской монархии, возвращение на трон Нородома Сианука и проведение свободных выборов. Стране было возвращено название Камбоджа.
Сон Санн вернулся в Пномпень и включился в камбоджийскую политику. На основе KPNLF он учредил Буддистскую либерально-демократическую партию (БЛДП), которая получила на выборах 1993 года 3,8% голосов и 10 депутатских мандатов в Национальной ассамблее. Депутатом стал и Сон Санн, с июня по октябрь 1993 он был председателем Национальной ассамблеи. В новом правительстве Нородом Ранарита—Хун Сена Сон Санн получил должность министра без портфеля. Сон Санн являлся также советником короля Сианука. Однако политический режим не соответствовал представлениям Сон Санна, поскольку видную роль в нём продолжали играть бывшие коммунисты.
В 1995 году в БЛДП возник конфликт между Сон Санном и Иенг Маули, занимавшим правительственный пост министром информации. Прагматичный политик Иенг Маули выступал против жёстко антивьетнамского курса Сон Санна. Оба деятели исключили друг друга из партии. 9 июля 1995 года состоялся съезд, который бойкотировала группа Сон Санна. Иенг Маули был единогласно избран председателем БЛДП. Конфликт продолжался, и осенью принял жёсткие формы — вплоть до террористической атаки на сторонников Сон Санна 30 сентября 1995 года, в результате которой десятки человек получили ранения. Сон Санн вышел из партии, учредил новую организацию своего имени и вскоре покинул Камбоджу.
В 1997 году переехал в Париж, где проживал с семьёй. Скончался от сердечной недостаточности в возрасте 89 лет. Прах Сон Санна захоронен в мемориале-ступе в провинции Кандаль. На церемонии кремации присутствовали король Сианук и королева Монинеат.

## Семья и личность
Сон Санн был женат, имел семерых детей. Один из его сыновей Сон Сауберт известен как учёный-археолог.
Всю жизнь Сон Санн следовал буддистскому мировоззрению и этике. Будучи организатором вооружённой борьбы, сам он, по собственному признанию, никогда в жизни не носил оружия.